# バトル修道院
バトル修道院（バトルしゅうどういん、Battle Abbey）は、英国イースト・サセックス州バトルにあるベネディクト会の修道院。現在建物の一部は私立バトル・アビー・スクールが利用している。ヘイスティングスの戦いの古戦場に建てられており、トゥールのマルティヌスを記念している。イギリス指定古代記念物。
現在はイングリッシュ・ヘリテッジが周囲の古戦場と一緒に管理しており、博物館では戦いの様子などを映像・音声も含めて知ることができる。

## 歴史
1070年、ローマ教皇アレクサンデル2世はノルマン・コンクエストを行ったノルマン人たちに対して殺人についての懺悔をするよう命じた。これに対し、ウィリアム征服王は、ヘイスティングスの戦いが行われた場所に修道院を建てることを誓い、1066年10月14日にハロルド王が戦いで倒れたとされる場所に教会の主祭壇を置くことにした。ウィリアムは、「ガリア人の使徒」と呼ばれることもある聖マルティンに捧げるため建設を開始したが、修道院の完成前に亡くなってしまった。1076年の調査や隣接する土地の初期の法律文書には、修道院の門に付属していた病院やゲストハウスのことが書かれている。この修道院は1094年頃に完成し、息子のウィリアム2世の治世に献堂された。
父親のウィリアム1世は、バトルのセント・マーティン教会をすべての司教座から除外し、カンタベリー大聖堂と同じ地位に置くことを決定した。1139年にウォルター・ド・ルシが修道院長に就任し、いくつかの改善を行った。ヘンリー2世の時代には、カンタベリーとチチェスターの教会当局が対立し、この憲章を検証することができなかった。教会は13世紀後半に改築されたが、1538年にヘンリー8世のもとで行われた「修道院解散令」により、事実上破壊された。
解散の際、離散した修道士たちには年金が支給された。その中には、修道院長のジョン・ハモンド、先任のリチャード・セールスハーストのほか、神学士ジョン・ヘンフェルデ、ウィリアム・アンブローズ、ヘンリー・シンデン、トーマス・ベデ、トーマス・レヴェットといった修道士たちが含まれていた。
修道院とその荘園は国王に召し上げられ、その友人でありマスター・オブ・ザ・ホースのアンソニー・ブラウンに与えられた。彼は教会と回廊の一部を取り壊し、修道院長の宿舎をカントリーハウスにした。
1721年、ブラウンの子孫である第6代モンタギュー子爵アンソニー・ブラウンが地所を庶民院議員の初代準男爵サー・トマス・ウェブスターに売却した。ウェブスターは、裕福な商人ヘンリー・ウィスラーの孫娘である相続人ジェーン・チークと結婚し、1719年にその莫大な遺産を相続した。ウェブスターの後を継いだのは息子の第2代準男爵サー・ウィスラー・ウェブスターで、彼は世継ぎのないまま1779年に亡くなり、準男爵位は弟ゴドフリーに引き継がれた。バトル修道院は1857年にハリー・ヴェイン卿（のちの第4代クリーヴランド公爵）に売却されるまでウェブスター家に属した。1901年にクリーヴランド公爵夫人ウィルヘルミナが亡くなると、第7代準男爵サー・オーガスタス・ウェブスターが地所を買い戻した。
7代準男爵の息子オーガスタスは1864年に生まれ、1886年に父から準男爵位を継承して8代準男爵となり、1895年にはヘンリー・クロスリーの一人娘ベデールと結婚した。彼はコールドストリームガーズの大尉であった。夫妻は世継ぎを残さずに死去し、1976年にイギリス政府がこの修道院を買収した。現在はイングリッシュ・ヘリテッジの管理下に置かれている。
第二次世界大戦期にはカナダ軍が駐留した際この学校は全寮制の女子校として利用されており、現在も同じ学校が利用している。
現在、修道院の礼拝堂は地面にその輪郭が残っているだけだが、13世紀から16世紀にかけて建てられた修道院の建物の一部は今も残されている。これらは現在、私立のバトル・アビー・スクールが利用している。通常、修道院の訪問者は学校の建物の中に入ることはできないが、夏休みの間のみ修道院長のホールへの立ち入りが許可されることがある。
この教会の主祭壇は、ハロルドが亡くなった場所にあったと言われている。また、近くには1903年にノルマンディーの人々によって建てられたハロルドの記念碑がある。修道院跡と隣接する古戦場は人気の観光スポットで、ヘイスティングスの戦いの再現（リエナクト）などのイベントが行われている。
2016年、ヒストリック・イングランドは、ゲートハウスや寮などから採取したオーク材の年輪分析を行い、これらのエリアがいつ建設されたのかを確認した。その結果、15世紀前半と後半の建築作業を示すサンプルが発見され、段階的な建築と現地での木材調達が示唆された。

## ギャラリー

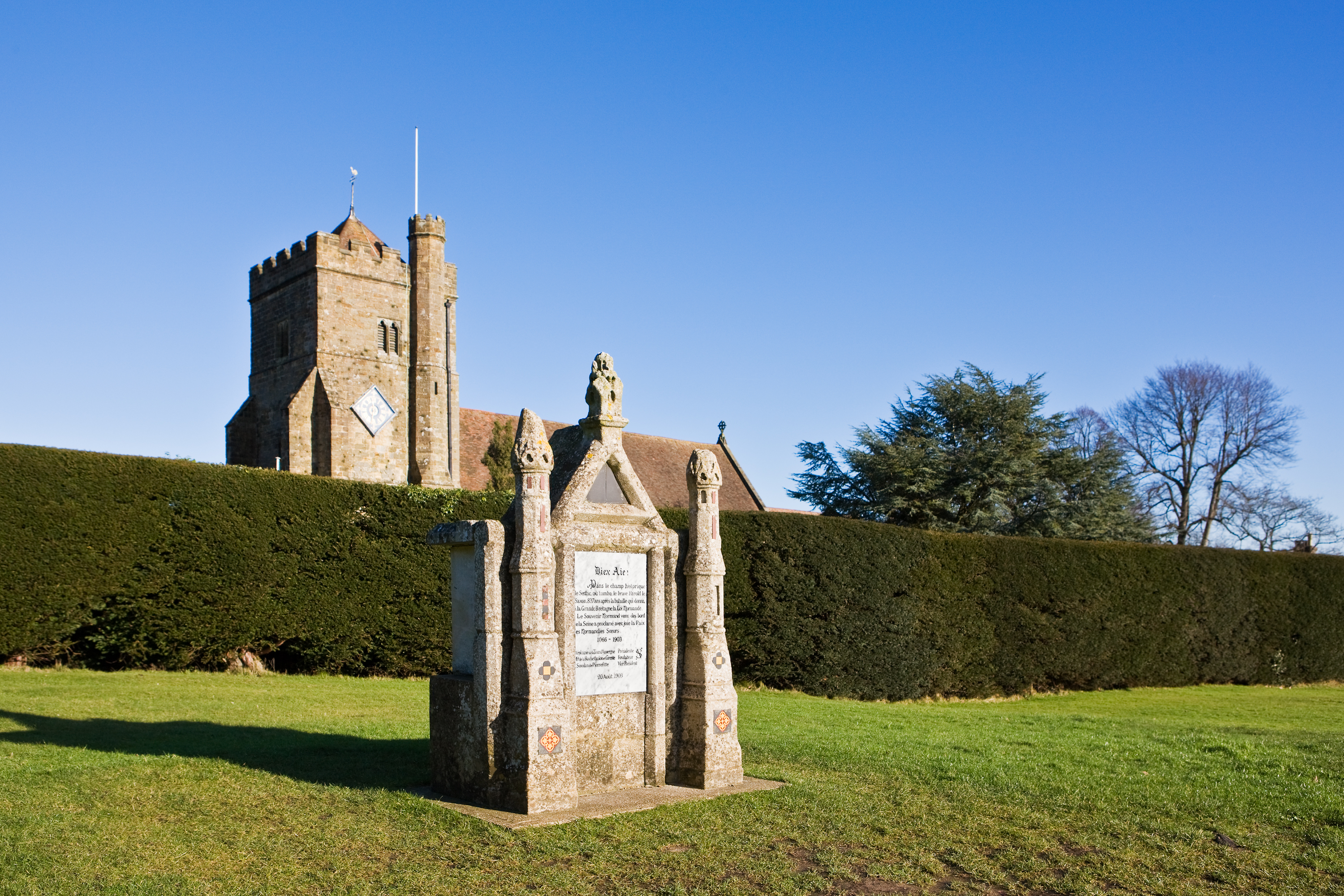
Battle Abbey – Norman monument to Harold
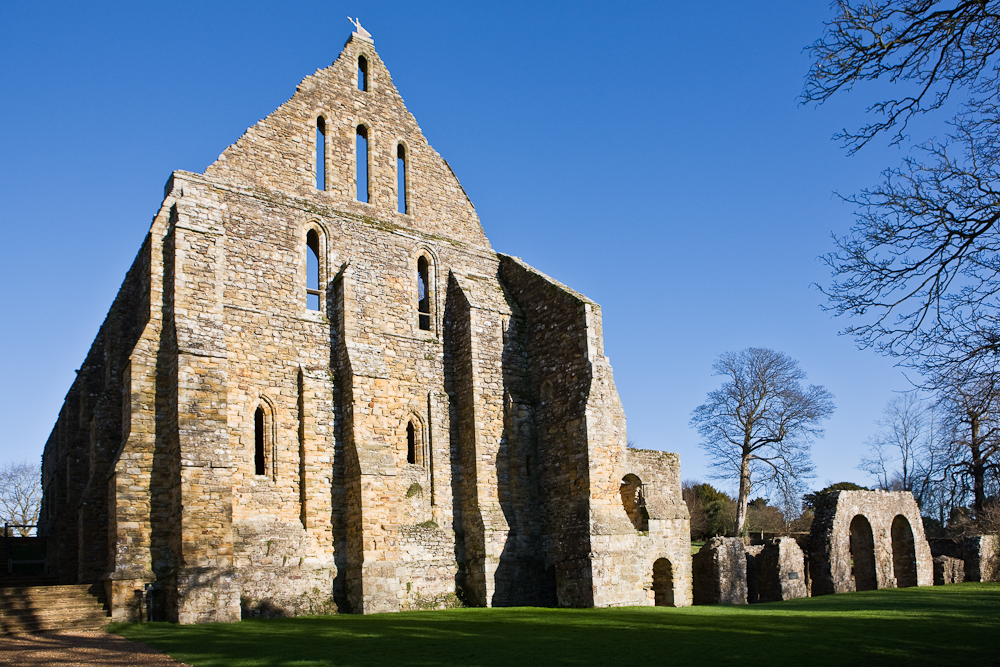
Battle Abbey – Dorter
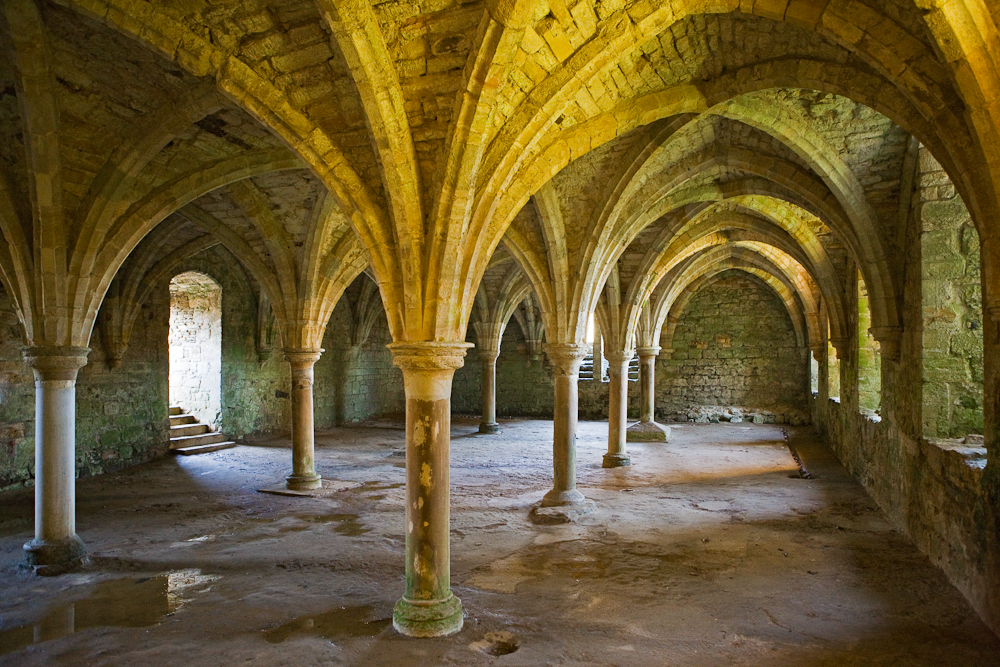
Battle Abbey – Novices Common Room
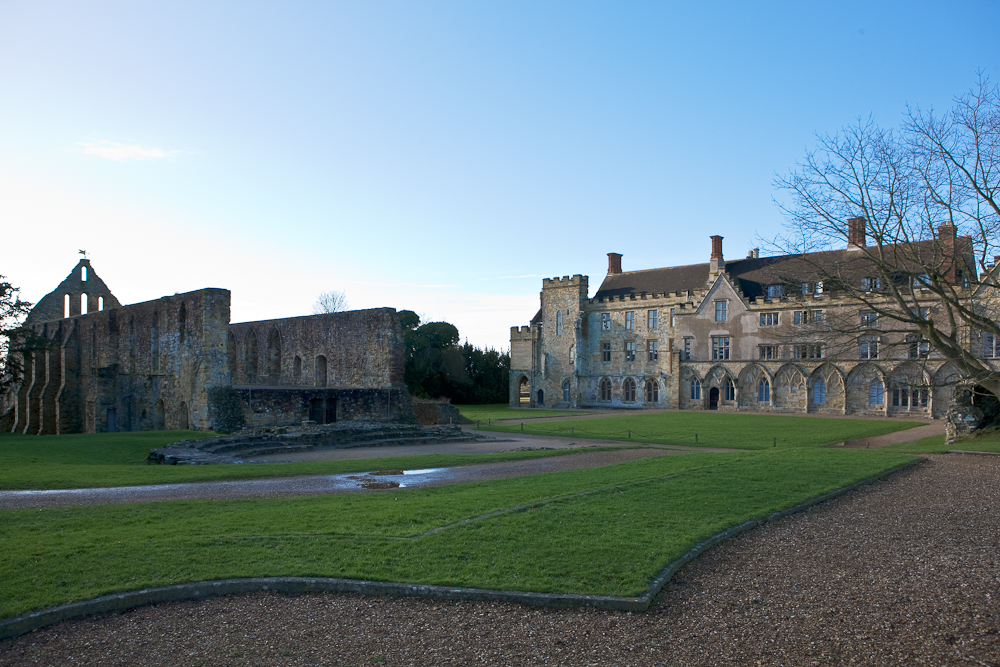
Battle Abbey – Dorter, remains of cloister and Battle Abbey School
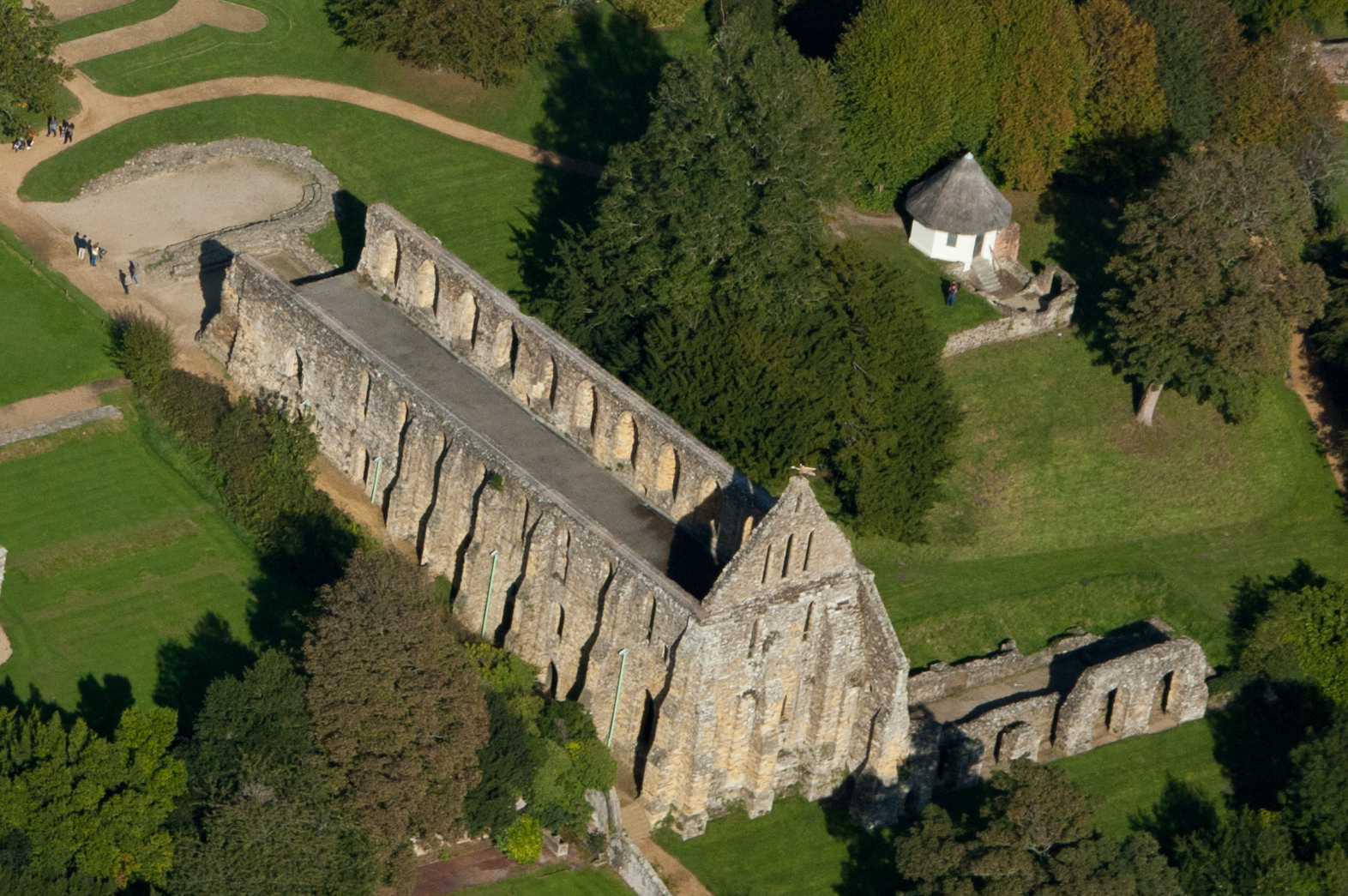
An aerial view of the Dorter